# ISO 20700
 (juillet 2022).
L'ISO 20700 (en anglais : Guidelines for management consultancy services ; en français : Lignes directrices relatives aux services de conseil en management) est une norme développée pour servir de guide à des personnes ou à des organisations pour la gestion efficace des services de conseil en gestion. Cette norme a été élaborée par le comité de projet ISO/PC 280. L'ISO 20700 a été publiée pour la première fois en juin 2017.
Le 5 septembre 2018, elle a été mise en œuvre en Europe avec l'identificateur EN ISO 20700:2018, remplaçant l'ancienne norme EN 16114:2011, qui avait été retirée.

## Historique
- 2011 : EN 16114 est née en Europe sous le titre « Services de conseil en gestion », qui sera la base pour le développement de l'ISO 20700.
- 2017 : ISO 20700, 1re édition.